# 漢志
汉志，又称希贾兹（阿拉伯語：ٱلْحِجَاز，羅馬化：al-Ḥijāz，直译：「屏障」，漢志阿拉伯語發音：[alħɪˈdʒaːz]）是位于沙特阿拉伯西部的一片区域，境内有麦加、麦地那、吉达、塔布克、延布、塔伊夫等城市。在沙特阿拉伯，这里亦被称作“西部省份”。它西临红海，北至约旦边境，东抵内志，南至亚西尔地区。区域内最大的城市是吉达——沙特阿拉伯第二大城市，麦加和麦地那分别是本国第四大和第五大城市。汉志地区是阿拉伯半岛最国际化的区域。
汉志地区因伊斯兰圣城麦加和麦地那——伊斯兰教最神圣的两座城市坐落于此而著名。作为伊斯兰教两座圣城的所在地，汉志地区在阿拉伯人和伊斯兰教的历史和政治背景下意义重大。汉志地区是沙特阿拉伯人口数量最大的地区；与沙特阿拉伯其他区域一样，主导语言是阿拉伯语，区域内使用最广的方言是漢志阿拉伯語。汉志人民族源流多样。
根据伊斯兰传统，汉志地区是伊斯兰教先知穆罕默德的出生地。他出生于麦加，当地人认为这座城市由先知易卜拉欣和以实玛利，以及女族长夏甲建立。早期的穆斯林征服之后，这片区域成为他的帝国的一部分，后期又成为一系列哈里发国的一部分。这些哈里发国始于正统哈里发，接下来是倭马亚王朝，最后是阿拔斯王朝。奥斯曼帝国部分控制了这片区域；帝国解体后，出现了一个独立的汉志王国，后于1925年由邻国内志苏丹国征服，建立起内志与汉志王国。1932年9月，内志与汉志王国合并入沙特领土的哈薩綠洲和卡提夫，形成统一的沙特阿拉伯王国。
汉志地区的经济以朝觐收入为主，有手工业和轻工业。在吉达有石油化学工业。

## 词源
汉志地区的名字来源于动词ḥajaza（حَجَز），来自阿拉伯语词根ḥ-j-z（ح-ج-ز），意为“分隔”。这里由于将东部的内志和西部的帖哈麥隔开而得名。

## 历史

### 史前与古代时期
一至两处巨石棚墓已发现于汉志地区。

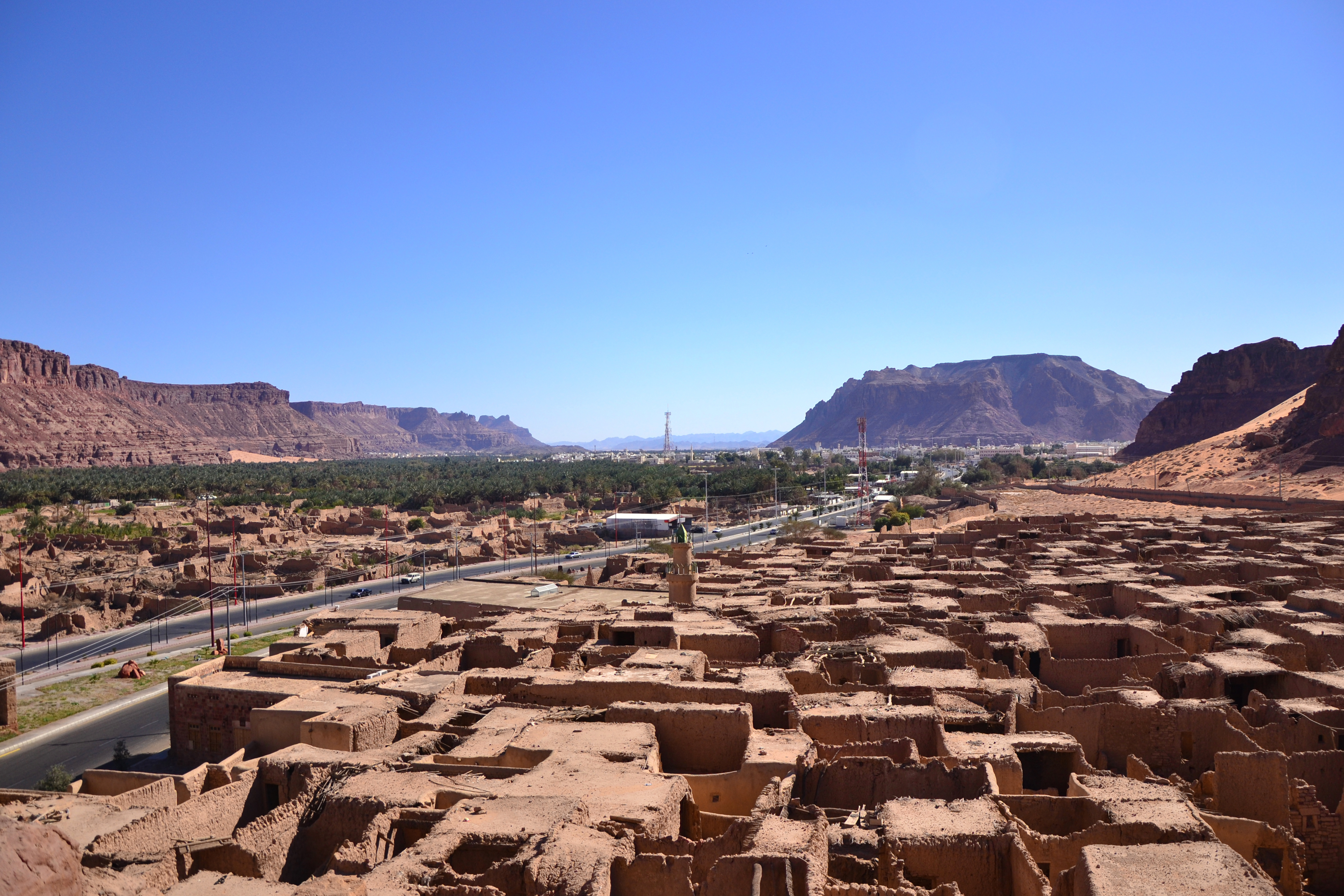
2012年的歐拉市。照片前景是这座城市的考古区域，背景是希贾兹山脉

汉志地区包含Mahd adh-Dhahab（“黄金摇篮”）（23°30′13″N 40°51′35″E / 23.50361°N 40.85972°E）和一个现已干涸的水源。这个水系曾通过Wādi Al-Rummah和Wādi Al-Bātin两个水系向东北流经600英里（970）进入波斯湾。由波士頓大學和Qassim大学领导的考古学研究结果表明这个水系活跃于公元前2500–3000年。
据马苏第称，汉志地区北部曾是猶大王國的附属地；据布特鲁斯·布斯塔尼称，居住于汉志的犹太人建立了主权国家。德国东方学家Ferdinand Wüstenfeld称犹太人在汉志北部建立了国家。
汉志地区北部曾是佩特拉阿拉伯罗马行省的一部分。

#### 撒立哈时期

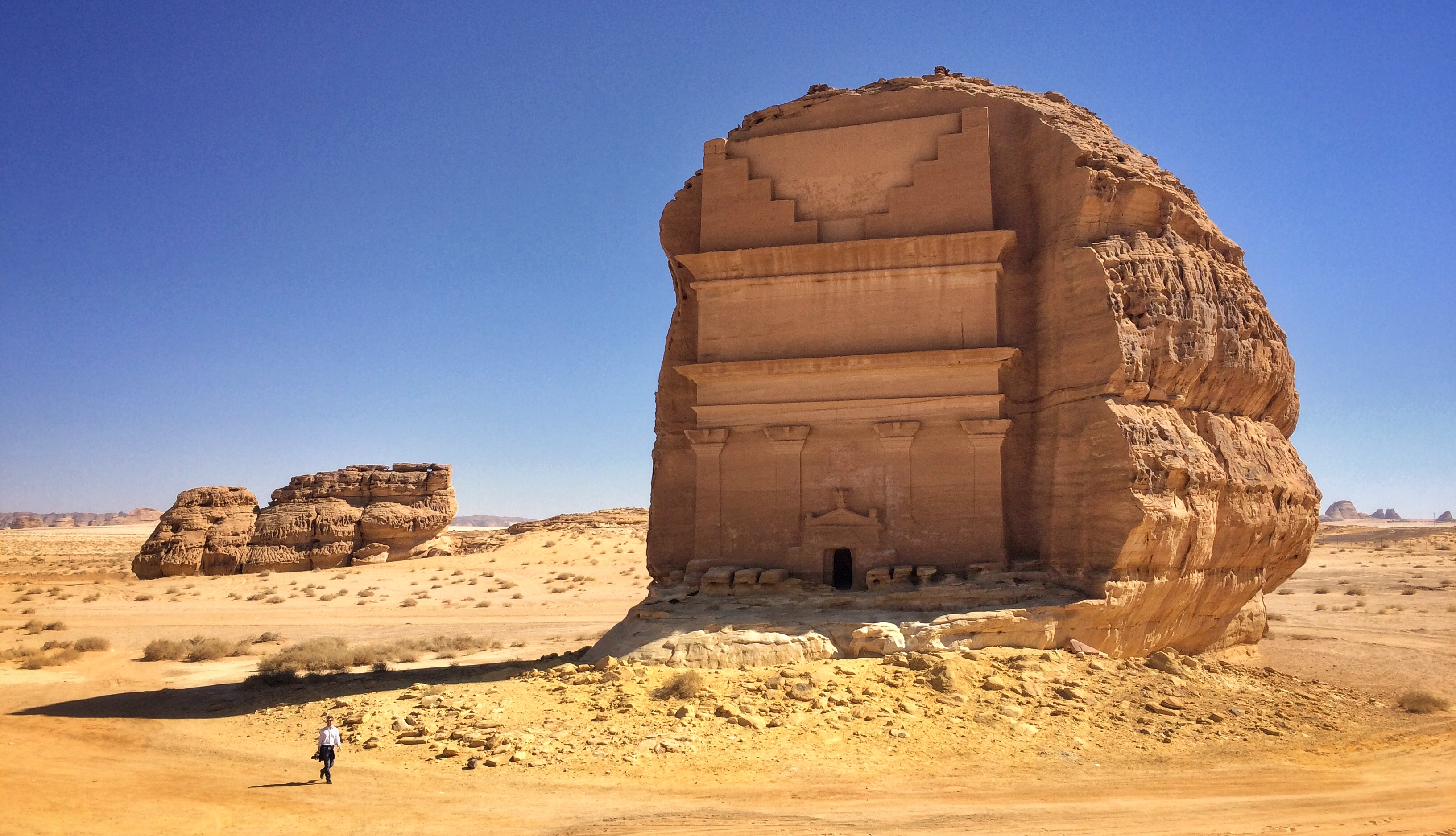
玛甸沙勒（即“撒立哈城”）刻着“孤独的城堡”的岩石

沙特阿拉伯和汉志第一个由联合国教育、科学及文化组织承认的世界遗产是瑪甸沙勒。Al-Ḥijr（“布满岩石的陆地”）这个名字可见于《古兰经》，类似于佩特拉，此处因石雕建筑而闻名。这些建筑由賽莫德人建造。因为有猜测称伊斯蘭教的先知撒立哈被派遣到赛莫德人那里，这里还有一个别称叫Madāʾin Ṣāliḥ（“撒立哈城”）。在赛莫德人从玛甸沙勒消失后，这里又受到其他族群的影响，如首都位于佩特拉的納巴泰人。之后这里处于穆斯林前往麦加朝圣的路线上。

### 后续历史
汉志地区因为两座圣城的存在而相继由众多帝国统治。此区域处于正统哈里发国中央，尤其在公元632至656年其首都为麦地那。接下来的多年里，汉志地区大多数时候都在埃及、奥斯曼帝国等宗教势力控制下。汉志地区在奥斯曼人丧失对它的控制后成为独立国家。

#### 短暂独立
1916年，奥斯曼宗主国对阿拉伯半岛的控制权终结后，侯赛因·本·阿里成为独立的汉志王国的领导人。1924年，阿里·本·侯赛因继位成为汉志国王。而后本·沙地继侯赛因成为内志与汉志国王。在1926至1932年间，本·沙地将这两个区域作为独立单位来统治，称为内志与汉志王国。

#### 当代沙特阿拉伯
1932年9月23日，内志与汉志王国合二为一，成为沙特王国。这一天就是沙特的国庆日。

## 文化

### 宗教
汉志地区的文化背景深受伊斯兰文化影响。麦加和麦地那这两座伊斯兰教发端的城市就坐落在汉志地区。此外，沙特阿拉伯将可兰经认可为本国宪法，伊斯蘭教法是主要的法律依据。在沙特阿拉伯，伊斯兰教规不但由政府遵循，也对人民的文化与日常生活产生巨大影响。当地社会大体上深度宗教化、保守、传统、基于家庭。众多的态度和传统衍生于阿拉伯文明和伊斯兰文化遗产，并已经延续数个世纪。

### 菜肴
与沙特阿拉伯其他地区相似，汉志菜肴多为阿拉伯菜肴。炙烤的肉类，如沙威玛和烤串在汉志地区都很有名。一些菜肴，如Saleeg则源于汉志本土。汉志菜肴因香料而闻名。

## 旗帜

正统哈里发时期旗帜 (632–661)
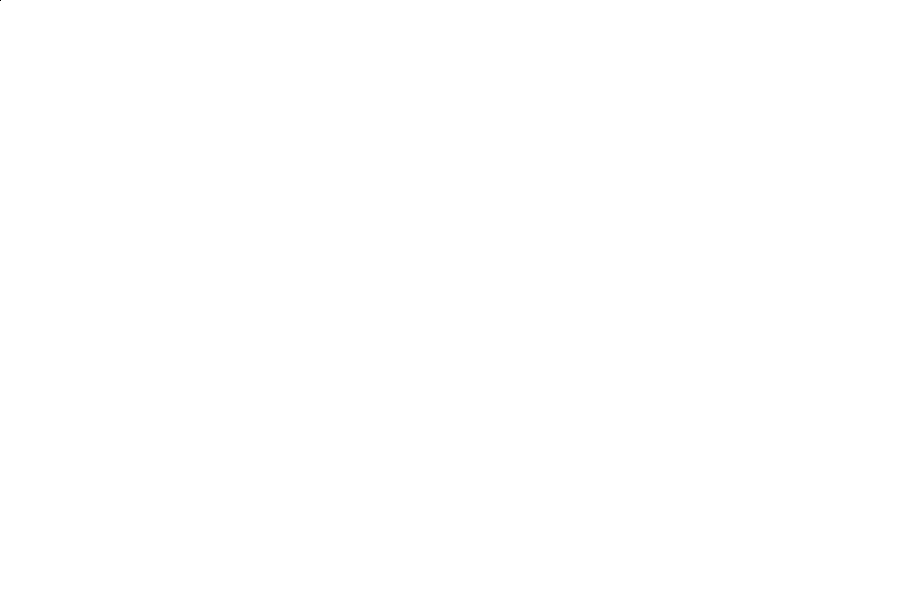
倭马亚王朝旗帜 (661–750)
阿拔斯王朝旗帜 (750–1258)
法蒂玛王朝旗帜 (909–1171)
阿尤布王朝旗帜 (1171–1254)
馬木留克蘇丹國旗帜 (1254–1517)
奥斯曼帝国旗帜 (1517–1916)
上阿西爾謝赫國 (1916-1920)
汉志王国1916至1917年临时旗帜
汉志王国旗帜 (1917–1920)
汉志王国与Sharifian Caliphate旗帜 (1920–1926)
内志与汉志王国旗帜 (1926–1932)
沙特阿拉伯王国旗帜 (1973至今)

## 城市
巴哈省:
- 巴哈[39]

麦地那省:

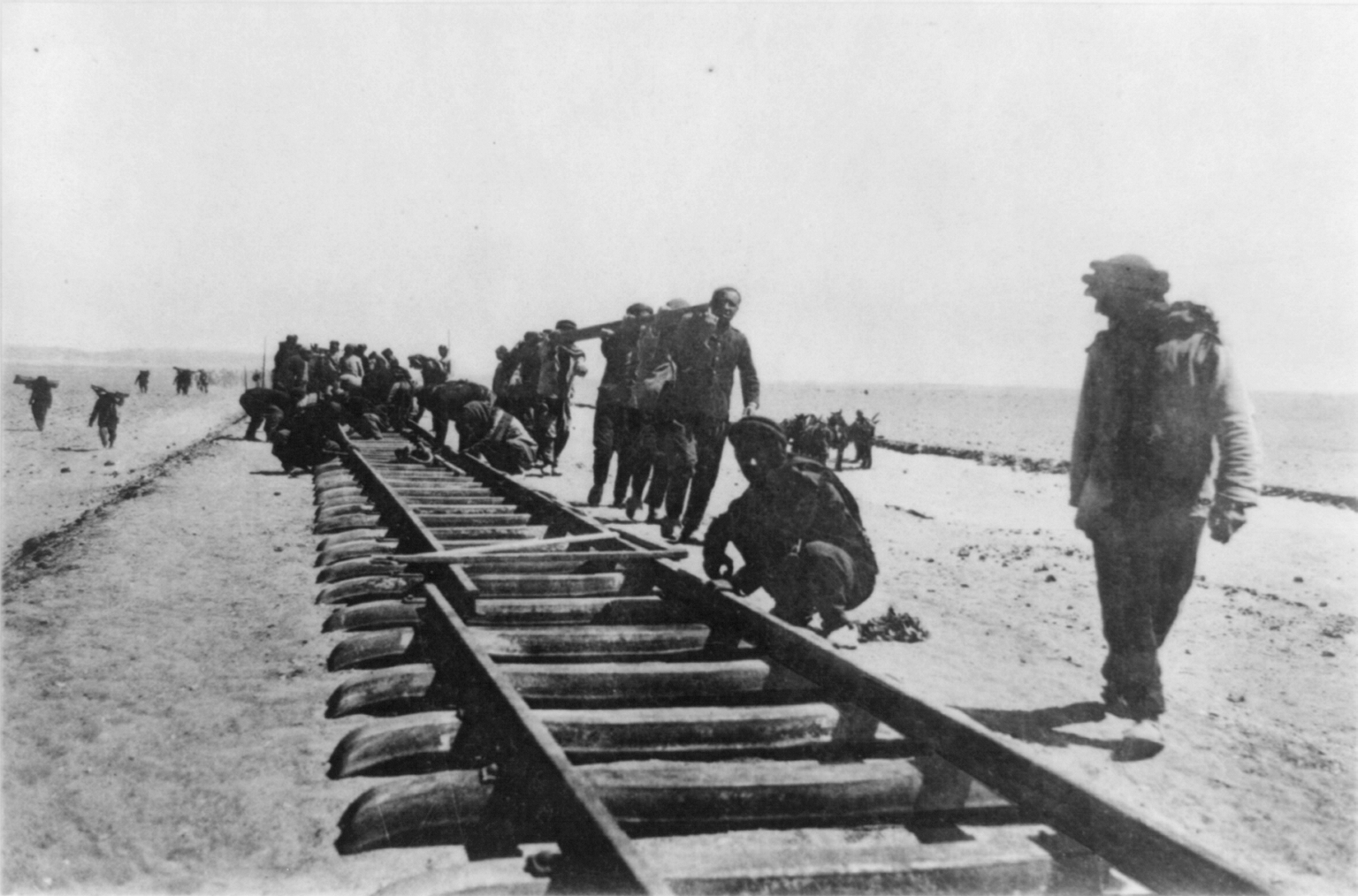
工人在塔布克附近铺设汉志铁路的铁轨，摄于1906年

- 麦地那（Al-Madīnah Al-Munawwarah）[2]
- 拜德爾侯奈因[40]
- 延布（Yanbuʿ al-Baḥr）)[2]

麥加省:
- 塔伊夫[41]
- 吉达（Jiddah）[2]
- 麦加（Makkah）[2]
- 拉比格[42][43]

塔布克省:
- 塔布克[44]

## 国际旅游业发展
作为沙特阿拉伯2030年願景的一部分，一片占地28,000 平方千米的旅游目的地已在开发阶段，它坐落于红海沿岸，位于Umluj（25°03′00″N 37°15′54″E / 25.0500°N 37.2651°E）和沃季（26°14′12″N 36°28′08″E / 26.2366°N 36.4689°E）两座城镇之间，在汉志海岸靠北的位置。这个开发项目将涉及“90余个岛屿中22个的开发”，它的目标是建造一个沿海岸线延伸开来、“依法遵照国际标准”的“全面集成的多功能豪华旅行目的地”。

## 人口
汉志地区是沙特阿拉伯人口最多的区域，包含沙特阿拉伯35%的人口。绝大多数汉志人都是遜尼派，少数什叶派居住于麦加、麦地那、吉达等城市。这些人的很大一部分认为自己更像大城市人，因为汉志地区在几个世纪里，从倭马亚王朝到奥斯曼帝国时期都是大帝国的一部分。汉志人尤其认为自己与圣地麦加、麦地那联系在一起，比沙特阿拉伯其他区域民众的身份认同可能都要清晰。